# سارا استریدسبری
سارا بریتا استریدسبَرْی (به سوئدی: Sara Brita Stridsberg) (زادهٔ ۲۹ اوت ۱۹۷۲) رمان‌نویس، نویسنده و مترجم، و شاعر اهل سوئد است.

استریدسبَری در ۲۰ دسامبر ۲۰۱۶ به عضویت آکادمی سوئد برگزیده شد و کرسی شماره ۱۳ این آکادمی را در اختیار گرفت، اما در ۲۷ آوریل ۲۰۱۸، درپیِ انتقادهایی به نحوهٔ برخورد آکادمی با رسوایی اخلاقیِ همسر یکی از اعضا، به نشانهٔ حمایت از سارا دانیوس، عضو دیگرِ آکادمی، از سمت خود استعفا و آکادمی را ترک کرد.
از آثار معروفِ استریدسبَری می‌توان به دومین رمانِ او به نام دانشکدهٔ رؤیا (Drömfakulteten) (۲۰۰۶) اشاره کرد.
او تاکنون چند جایزهٔ معتبر ادبی دریافت کرده‌است.

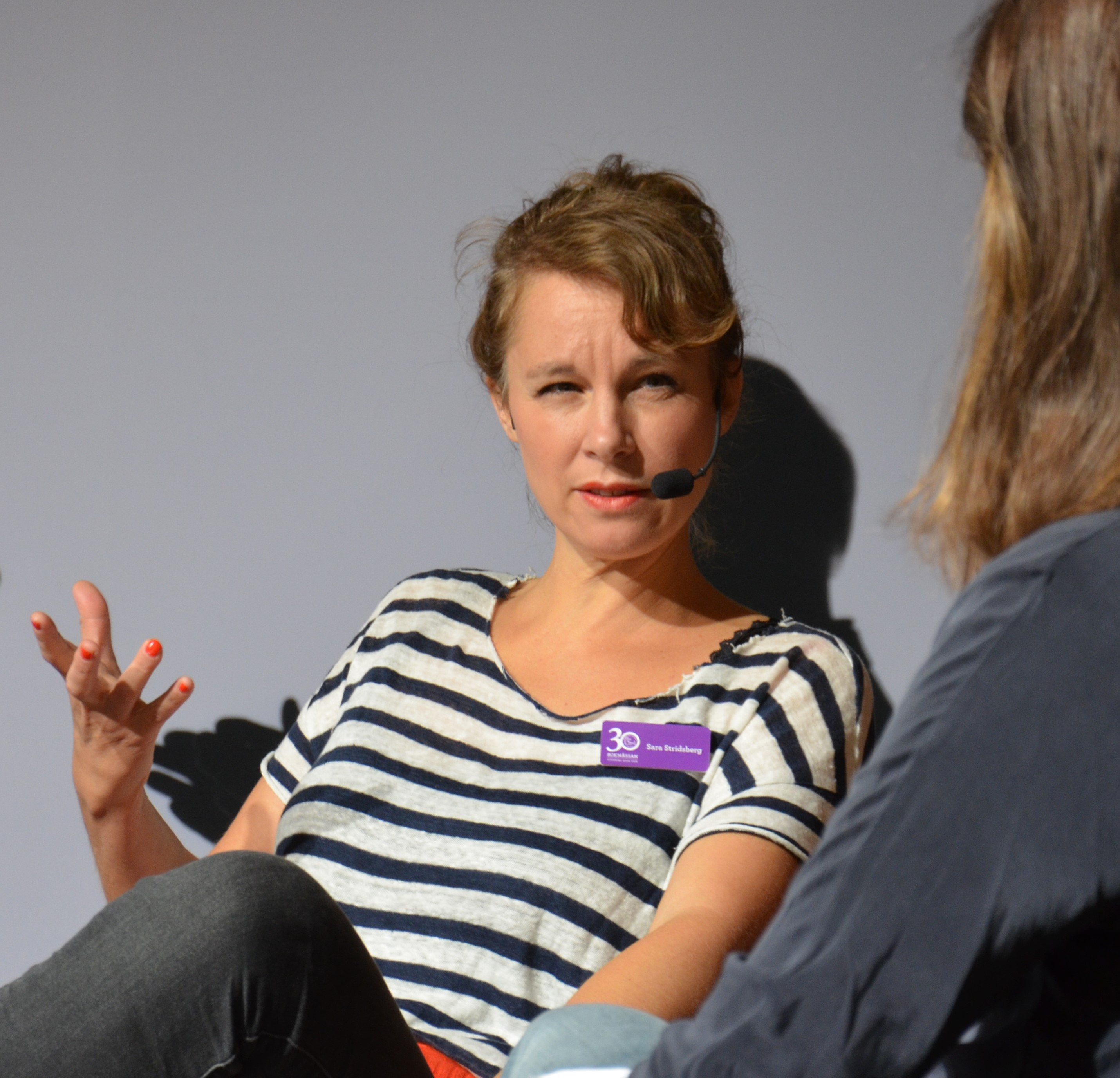
سارا استریدسبَری درحال مصاحبه در جشنوارهٔ کتاب یوتبری، ۲۰۱۴